# Carlo Sgorlon

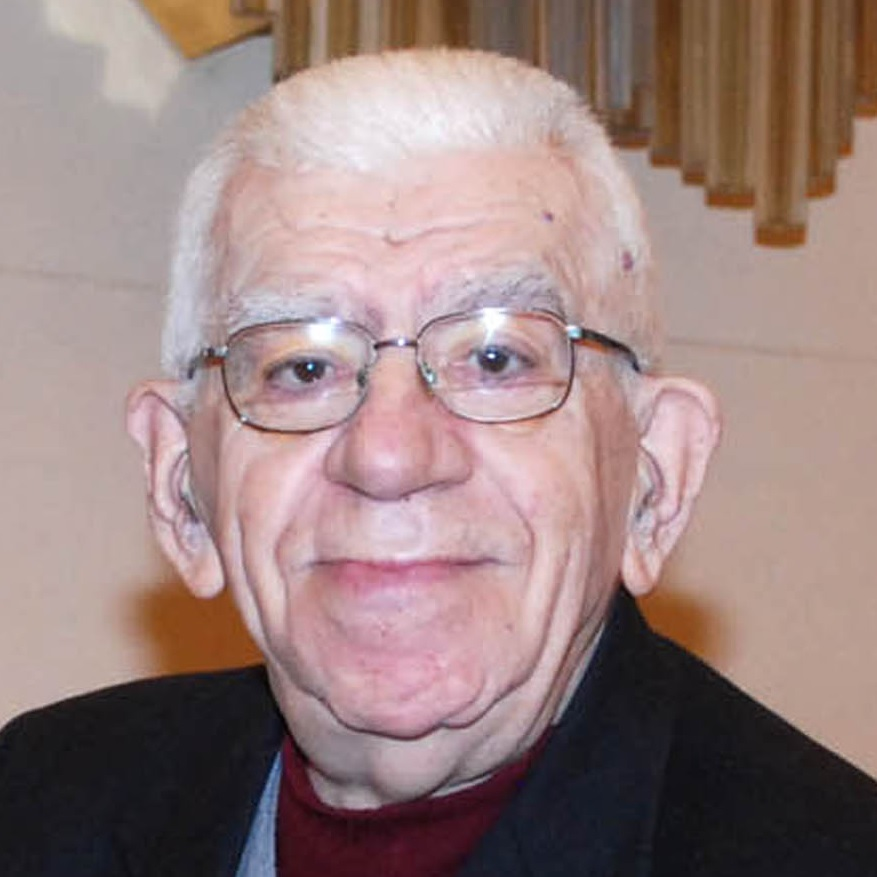
Carlo Sgorlon 2007

Carlo Sgorlon (* 26. Juli 1930 in Cassacco, Provinz Udine; † 25. Dezember 2009 in Udine, Italien) war ein italienischer Schriftsteller.

## Biografie
Sgorlon studierte nach dem Schulbesuch die italienische Sprache und war später als Hochschullehrer tätig.
Seine schriftstellerische Tätigkeit, die vom Leben in der Region Friaul, die Ereignisse des Zweiten Weltkrieges sowie die Emigration geprägt war, begann er 1960 mit der Veröffentlichung seines Debütromans Il vento nel Vigneto.
Sein 1973 erschienener Erfolgsroman Il trono di Legno wurde ebenso mit dem Premio Campiello ausgezeichnet wie 1983 das Buch La conchiglia di Anataj. Für seinen 1985 veröffentlichten Roman L’armata dei fiumi perduti erhielt er den Premio Strega.
Zuletzt veröffentlichte er im Dezember 2008 seine Autobiografie La penna d’oro.